# Ala-Monikko
Ala-Monikko och Ylä-Monikko är sjöar i Finland. De ligger i kommunen Heinävesi i landskapet Södra Savolax, i den sydöstra delen av landet, 300 km nordost om huvudstaden Helsingfors. Ala-Monikko ligger 136 meter över havet. Arean är 23,2 hektar och strandlinjen är 2,78 kilometer lång. Sjön  ingår i Vuoksens huvudavrinningsområde.   I omgivningarna runt Ala-Monikko växer i huvudsak barrskog.
I övrigt finns följande vid Ala-Monikko:
- Polvijärvi (en sjö)
- Ylä-Monikko (en sjö)